# Ahu Tongariki
Ahu Tongariki je največji ahu na Velikonočnem otoku. Ti moai so bili podrti med otoškimi državljanskimi vojnami, v 20. stoletju pa je bil ahu žrtev cunamija, ki ga je  premaknil v notranjost. Od takrat je bil obnovljen in ima petnajst moaijev, vključno s 86 tonskim moaijev, ki je bil najtežji, ki je bil kdaj postavljen na otoku. Ahu Tongariki je en kilometer oddaljen od Rano Raraku in Poikeja na območju Hotu-iti narodnega parka Rapa Nui. Vsi moai tukaj so obrnjeni z obrazi proti poletnemu solsticiju.

## Zgodovina
Ahu Tongariki je bil glavni center in prestolnica Hotu Iti, vzhodne konfederacije Rapanuijev.
Moaiji so bili podrti med otoškimi vojnami, leta 1960 pa ga je poškodoval še cunami, ki ga je povzročil potres ob obali Čila, ter pomaknil spomenik v notranjost.
V 1990-ih ga je v veliki meri obnovila multidisciplinarna ekipa, ki so jo vodili arheologi Claudio Cristino (direktor) in Patricia Vargas (izvršna direktorica), v petletnem projektu, ki se je izvajal na podlagi uradnega dogovora čilske vlade a Tadano Limited in Univerzo v Čilu.

## Lega
Ta ahu je na južni obali Rapa Nui, blizu dveh prejšnjih vulkanov, Rano Raraku in Poike.
Poike je eden izmed treh glavnih vulkanov, ki tvorijo Rapa Nui, ki je nazadnje izbruhnil med 230.000 in 705.000 leti. Rano Raraku je vulkanski krater, sestavljen iz utrjenega vulkanskega pepela ali tufa, ki sestavljajo izklesane moai. Dejansko je skoraj polovica moai še vedno razmetanih po pobočjih Rano Raraku, glavnega kamnoloma moai.
Velika planota pod Rano Rarakujem je omogočila enostaven dostop do tufa.